# Peoples Temple

Logo

Der Peoples Temple, deutsch auch Volkstempel genannt, war eine von Jim Jones geführte neureligiöse Gruppe, die 1978 durch die Massenselbsttötung in Jonestown, Guyana international bekannt wurde.

## Geschichte
Nach einer Phase, in der er als methodistischer Pfarrer tätig war, gründete Jones 1956 in Indianapolis den Peoples Temple. Er sah sich als Vertreter eines „apostolischen Sozialismus“, den er dem seiner Meinung nach zunehmend faschistischen System der USA gegenüberstellte. 1965 wechselte die Gruppe nach Kalifornien. Er predigte Anti-Kapitalismus, Anti-Rassismus und einen brüderlichen Kommunismus, womit er in der Zeit der Proteste gegen den Vietnamkrieg, der Bürgerrechtsbewegung, der Morde an Martin Luther King und Malcolm X, vor allem Jugendliche aus der Mittelschicht ansprach. Zwar berichteten Aussteiger aus der Gruppe von körperlichen Strafen sowohl für Erwachsene wie auch für Kinder und es gab Vorwürfe über Vergewaltigungen und Erpressungen, ein Eingreifen der Behörden blieb aber aus, nicht zuletzt weil in den USA die ungehinderte Religionsausübung in der Verfassung verankert ist. Vor allem die mediale Berichterstattung und Aussagen ehemalige Gruppenmitglieder über Drogenexzesse und sexuellen Missbrauch von Frauen und Kindern im Sommer 1977 veranlasste Jones schließlich, mit dem Peoples Temple die Vereinigten Staaten zu verlassen.

### Jonestown, Guyana
Bereits 1974 hatte Jones im Nordwesten Guyanas ein Anwesen von 16 Quadratkilometern gepachtet, wo seither von dorthin ausgewanderten Anhängern die Siedlung Jonestown errichtet wurde. Das erklärte er zum „Gelobten Land“, in dem es, anders als in den USA, keine Rassendiskriminierung gebe und wo eine neue, sozialistische Gesellschaft entstehen sollte. 1977 zog sich Jones mit den Peoples Temple ganz dorthin zurück.
Die Siedlung war eine hermetisch abgeschlossene Gemeinde. Nach Berichten von Peoples-Temple-Mitgliedern, die aus Guyana geflohen waren, speziell dem des vormals führenden Mitglieds Deborah Layton, entschloss sich der US-Kongressabgeordnete Leo J. Ryan, die Angelegenheit vor Ort zu untersuchen. Er, drei Reporter und ein Peoples-Temple-Mitglied wurden am 18. November 1978 von Peoples-Temple-Mitgliedern im nahen Port Kaituma vor ihrer Rückkehr in die USA ermordet, zwölf weitere Personen wurden zum Teil schwer verletzt.
Unmittelbar nach der Rückkehr der Todesschützen in die Urwaldsiedlung wurde ein Massenselbstmord organisiert, wobei suizidunwillige Peoples-Temple-Mitglieder ermordet wurden. Das Prozedere war während so genannter White Nights mehrfach geprobt worden. Die Sektenmitglieder wurden hierbei per Lautsprecherdurchsagen zum zentralen Pavillon der Anlage gerufen, wo bereits einzelne Mitglieder dazu gebracht wurden, vorgeblich mit Zyankali versetzten Traubensaft zu trinken, tatsächlich war jedoch bei diesen Übungen noch kein Gift enthalten.
Beim Massenselbstmord am 18. November wurden reale Giftcocktails verabreicht, die binnen fünf Minuten zum Tod führten. Widerspenstige Sektenmitglieder wurden unter Androhung von Waffengewalt zum Trinken gezwungen, einige starben auch an Schusswunden. Jones selbst wurde in Jonestown mit einer Kugel im Kopf aufgefunden. Die Angaben über die genauen Opferzahlen schwanken; es gab jedoch mindestens 900 Opfer, darunter über 270 Kinder. Eine Peoples-Temple-Anhängerin, die sich in Guyanas Hauptstadt Georgetown befand, tötete auf die Nachricht des Massakers hin ihre drei Kinder und sich selbst.

## Künstlerische Verarbeitung

### Musik
- Der spanische Konzeptkünstler Jordi Valls hat Tondokumente des Massenselbstmords mit Predigten von Jim Jones auf dem Album The last supper veröffentlicht.
- Das Stück Requiem der Metal-Band Lamb of God enthält ebenfalls eine Passage mit einer Audioaufnahme einer von Jones’ Reden.
- Die Band Psychic TV, die Valls auf ihrem Label Temple Records nachveröffentlicht hat, hat ihrerseits eine White Nights betitelte Single herausgegeben.
- Die Band Manowar hat die Vorkommnisse in ihrem Lied Guyana – The Cult of the Damned verarbeitet.
- Die US-amerikanische Band The Brian Jonestown Massacre benannte sich nach dem ehemaligen Rolling-Stones-Mitglied Brian Jones und dem Sektenführer.
- Das Lied Sects auf dem Album Repression der französischen Band Trust hat die Figur Jim Jones und das Massaker von Jonestown zum Inhalt.
- Die amerikanische Hardcore Punk-Band Guyana Punch Line benannte sich nach den verhängnisvollen Ereignissen in Jonestown. Ein Lied hat den Namen Fairweather Jonestown.
- Die britische Neofolk-Band Death in June parodierte auf ihrem Album But, What Ends When the Symbols Shatter? vier Stücke des Peoples Temple Choir. So wurde zum Beispiel „He’s Able“ zu „He’s Disabled“.
- Die US-amerikanische Band NOFX erwähnt Jim Jones im Lied Wolves in Wolves’ Clothing auf dem gleichnamigen Album.
- Ebenso verarbeitet die Deutsche MetalCore-Band The Mercury Arc das Thema in ihrem Lied Jonestown.
- Die Band „Cults“ verwendet in ihren Musikvideo für das Lied Go Outside Originalaufnahmen zu Peoples Temple und Jonestown.[3]
- Die US-amerikanische Sängerin Lana Del Rey ließ sich in ihrem Musikvideo zu dem Lied Freak von der Sekte inspirieren.
- Eine Textstrophe des Rappers N.E.R.D in seinem Lied Lemon beschäftigt sich mit dem Massenselbstmord.
- In Alligatoahs Mein Gott hat den Längsten wird das Jonestown-Massaker in der dritten Strophe erwähnt.
- Das Lied Jonestown (Interlude) von Post Malone bezieht sich ebenfalls auf das Jonestown-Massaker.
- Im Lied Spiritual but Not Religious von Oliver Koletzki wird Jim Jones 1973 zitiert: „If there were no rich, no poor, if everyone were equal, religion would be soon to disappear. People only develop religion when they’re unhappy with this world.“[4]
- Die deutsche Heavy Metal-Band Accept bezieht sich im 2017 erschienenen Stück Koolaid des Albums The Rise of Chaos auf das Massaker von Jonestown.[5]
- Lil Uzi Vert und Nav erwähnen in ihrem Song Leaders Jim Jones.
- Die Musikband Skynd thematisiert in ihrem Lied Jim Jones, welches im Jahr 2019 erschien, die Sekte und den Massensuizid.
- Das Musikvideo zum Lied Amelia der dänischen Progressive-Rock-Band Dizzy Mizz Lizzy, welches 2021 erschien, lehnt seine Handlung eng an das Jonestown-Massaker an.[6]

### Film und Fernsehen
- 1979 entstand die mexikanisch-spanisch-panamaische Koproduktion Guayana – Kult der Verdammten. Regisseur Rene Cardona jr. änderte viele der Namen von Personen und Orten.
- Der bereits 1980 erschienene Exploitationfilm Lebendig gefressen spielt vor dem Hintergrund einer Sekte im Urwald ähnlich der Peoples Temple. Der dortige Führer hat den Jones ähnlichen Namen Jonas und am Ende begeht die Sekte ebenfalls Massensuizid.
- Der Film Believers (2007) von Daniel Myrick, dem Regisseur des Films Blair Witch Project, behandelt das Thema Massenselbstmord innerhalb einer Sekte.
- Das mehrteilige US-TV-Dokudrama Guyana Tragedy: The Story of Jim Jones (1980) zeichnet das Leben von Jim Jones nach.
- 2006 drehte der Filmemacher Stanley Nelson den Dokumentarfilm Jonestown – Todeswahn einer Sekte.
- Eine Episode der US-amerikanischen Serie Das A-Team trägt in Anlehnung den Namen Children of Jamestown.
- Die neunte Episode der siebten Staffel Cult der  US-amerikanischen Serie American Horror Story trägt in Anlehnung den Namen Trinkt das Kool-Aid (Das tödliche Gift beim Massenselbstmord  wurde mit der Limonade „Kool-Aid“ verabreicht). Außerdem wird der Massenselbstmord nachgestellt, dabei wird Sektenführer Jim Jones von Evan Peters porträtiert.[7]

### Theater
- Das am 29. Oktober 2009 im Vestibül des Wiener Burgtheaters uraufgeführte Theaterstück Endstation Jonestown von Nora Hertlein (Regie) und Veronika Maurer (Dramaturgie) behandelt das Thema anhand von Originaldokumenten.

### Videospiele
- Der Kult  „Project at Eden’s Gate“ aus dem Videospiel Far Cry 5 ist vom Peoples Temple und weiteren neureligiösen Gruppierungen inspiriert.
- Die Handlung des Videospiels Outlast 2 basiert zu großen Teilen auf dem Jonestown-Massaker.[8]
- Das gesamte Spiel Sagebrush nahm das Geschehnis zum Großteil als Inspiration für die Story. Der Name des Sektenführers „Vater James“ ist offensichtlich eine Anlehnung an Jim Jones.